# Taula comparativa dels dispositius de reproducció
La següent taula compara les diferents tecnologies dels dispositius de reproducció que hi ha actualment al mercat o que en futur no gaire llunyà s'utilitzaran.

## Característiques Generals
|        | Digital | Temps de vida | Nivell de negre | Contrast              | Angle de visió | Burn in     | Màxima resolució | Pes          | Consum   | Amplada (cm) | Us                       | Preu         |
| ------ | ------- | ------------- | --------------- | --------------------- | -------------- | ----------- | ---------------- | ------------ | -------- | ------------ | ------------------------ | ------------ |
| CRT    | No      | Alt           | Alt             | Molt alt (El més alt) | 180°           | Petit risc* | 1080i            | Pesat        | Alt      | 40-76        | TV o monitor d'ordinador | Baix         |
| LCD    | Si      | Mitjà         | Baix            | Baix                  | 120º-160º      | No          | 1080p            | Mitjà        | Poc      | > 5          | TV o monitor d'ordinador | Baix - Mitjà |
| Plasma | Si      | Mitjà         | Alt             | Alt                   | 170º           | Si          | 1080p            | Mitjà        | Mitjà    | 7-18         | TV                       | Mitjà - Alt  |
| SED    | Si      | **            | Alt             | Molt alt (El més alt) | 180°           | No          | 1080p            | Mitjà        | Poc      | < 4          | TV o monitor d'ordinador | ***          |
| OLED   | Si      | **            | Alt             | Molt alt              | 160º           | No          | 1080p            | Molt lleuger | Molt poc | < 2,5-5      | TV o monitor d'ordinador | ***          |
| DLP    | Si      | Baix          | Mitjà           | Molt Alt              | 140º-180°      | No          | 1080p            | Mitjà        | Mitjà    | 16-61        | TV                       | Alt          |
| LCoS   | Si      | Baix          | Alt             | Mitjà                 | 140º-180°      | No          | 1080p            | Mitjà        | Mitjà    | 60-76        | TV                       | Alt          |

∗ No és gaire probable que tinguem l'efecte Burn in però hi ha un petit risc que passi.
∗∗ Com encara no han sortit el mercat no es pot dir amb seguretat si tindran un temps de vida elevat. Però pel que fa a l'OLED un dels principals problemes que té, és que actualment té un temps de vida molt baix
∗∗∗ Encara no han sortit al mercat. Però al seu una nova tecnologia el preu en un principi serà elevat